# 我想要你記得＿
《我想要你記得＿》（英語：Territory of Love），原名《愛之牆》（英語：Love Wall）是一部台法合製電影、由羅曼·柯杰特執導，黛博·拉芳索、保羅·海秘、鍾瑶、文森·培瑞茲等人領銜主演。

## 劇情
改編自一對真實情侶的遭遇。講述在台灣旅遊結識後墜入愛河的一對法國男女交往順遂，但在男方發現罹患罕病且逐漸惡化時，兩人面臨改變的恐懼、價值觀的衝突。

## 演員陣容

### 主要人物
| 演員        | 角色   | 介紹                                                                       |
| 黛博·拉芳索 | 瑪莉亞 |                                                                            |
| 保羅·海秘   | 奧利維 | 會多種語言 法國人 罹患白血病後奇蹟復原 卻失去許多身體機能 行為像小孩子一樣 |
| 鍾瑶        |        | 法國的台灣籍醫生 會中醫                                                    |
| 文森·培瑞茲 |        |                                                                            |

## 拍攝
由蔡明亮御用監製王琮牽線，促成台法合作，高雄投資七位數。
電影於2017年4月12日開拍；在台灣拍攝2個禮拜，全片有一半在高雄和台中取景，包括高雄天后宮、忠烈祠、壽山步道、旗津砲台等。
該片於台中市多處拍攝，包括：鳶嘴山、大坑古道、雪山、大安溪峽谷、電子街、逢甲商圈、臺中市夜店、茶館、臺中公園、東卯山、谷關大道院、臺中市北區巷弄、北屯區籃球場等等。臺中市政府也給予該片300萬輔導金及拍攝支援。